# Palavas-les-Flots
Palavas-les-Flots (okzitanisch Palavàs) ist eine südfranzösische Stadt und Gemeinde im Département Hérault in der Region Okzitanien. Sie hat 6007 Einwohner (Stand 1. Januar 2022), die „Palavasiens“ genannt werden.

## Geografie
Die Stadt Palavas-les-Flots liegt etwa zehn Kilometer südlich von Montpellier am Golfe du Lion am Mittelmeer. Sie grenzt an Lattes im Norden, Pérols im Nordosten, Mauguio im Osten, das Meer im Süden und Villeneuve-lès-Maguelone im Westen. Hier mündet der Fluss Lez ins Mittelmeer. In Ost-West-Richtung verläuft der Canal du Rhône à Sète durch die Stadt.

## Bevölkerungsentwicklung
| Jahr      | 1962 | 1968 | 1975 | 1982 | 1990 | 1999 | 2007 | 2017 |
| --------- | ---- | ---- | ---- | ---- | ---- | ---- | ---- | ---- |
| Einwohner | 2081 | 2390 | 3345 | 4062 | 4748 | 5421 | 6048 | 5977 |

## Tourismus

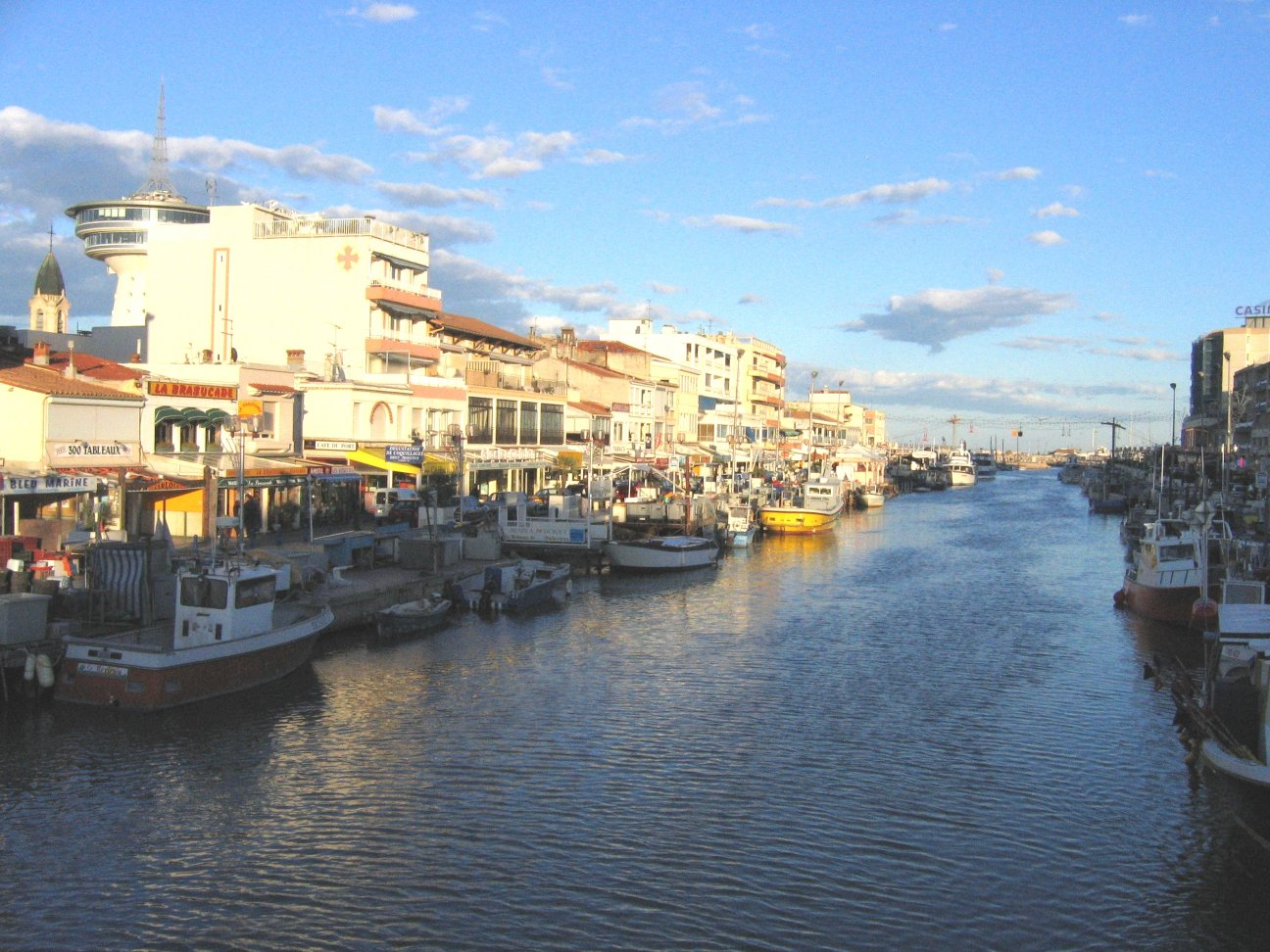
Hafen von Palavas-les-Flots

Die Strände (Baden, Bräunen im Sommer, Spaziergang im Winter), ziehen eine sehr große Anzahl von Touristen an, die vor Ort untergebracht (Hotels, Ferienwohnungen, Camping) sind oder in den Nachbargemeinden sowie den Campingplätzen in Lattes und Pérols wohnen. Der 45 Meter hohe Wasserturm Phare de la Méditerranée wurde zu einem Kongresszentrum mit Drehrestaurant umgebaut.

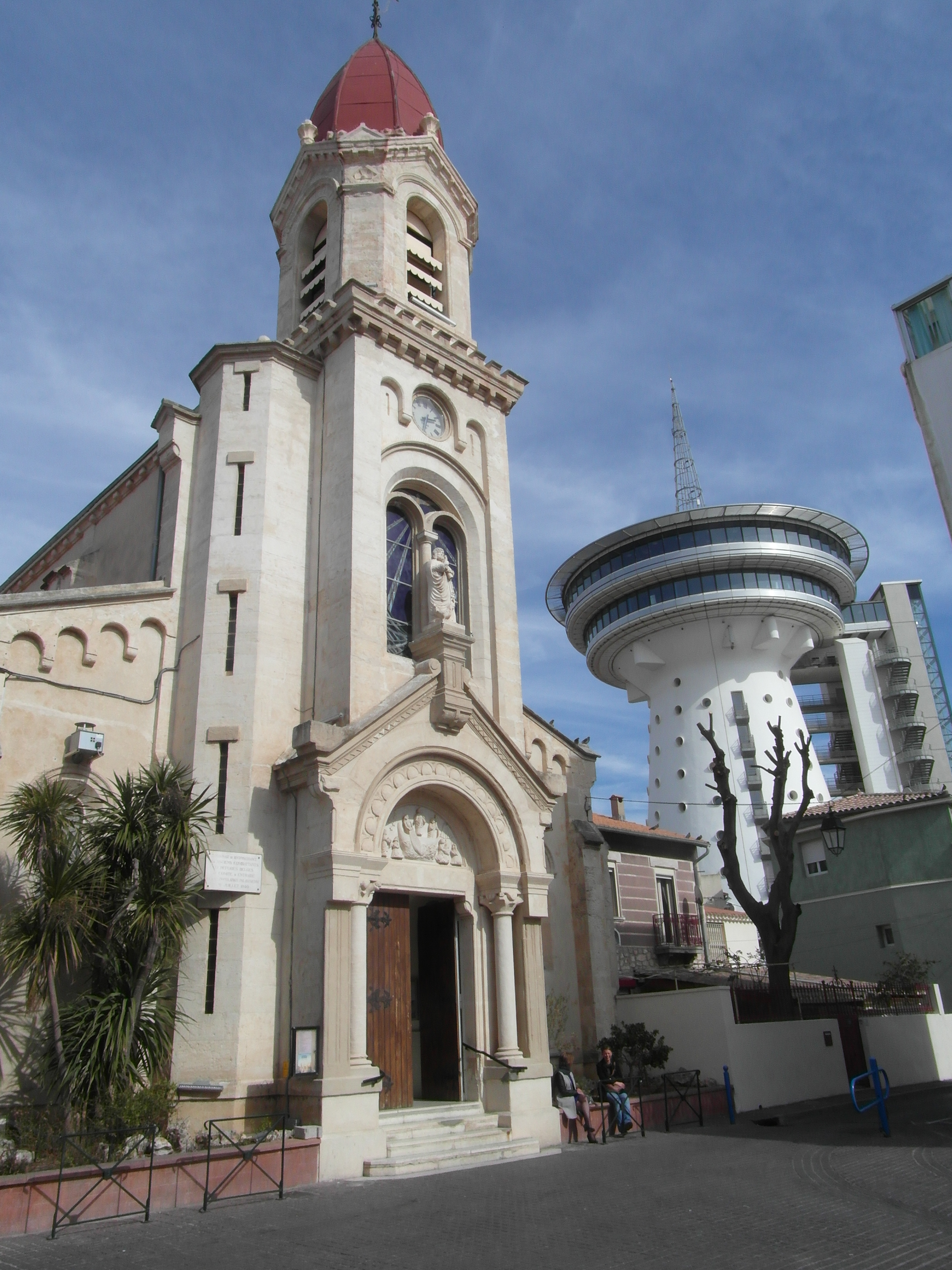
Kirche Saint-Pierre und ehemaliger Wasserturm